# Ісеть (Верхньопишминський міський округ)
Ісе́ть (рос. Исеть) — селище у складі Верхньопишминського міського округу Свердловської області.
Населення — 3215 осіб (2010, 3244 у 2002).
До 12 жовтня 2004 року селище мало статус селища міського типу.